# Delo

Delo, är en slovensk dagstidning. Huvudredaktionen ligger i Ljubljana. Tidningen finns även tillgänglig i Serbien och Kroatien. Tidningen gavs ut för första gången den 1 maj 1959.